# 伊勢電気鉄道511形電気機関車
伊勢電気鉄道511形電気機関車(いせでんきてつどう511がたでんききかんしゃ）は伊勢電気鉄道が自社線の貨物列車牽引用として輸入・保有した電気機関車の1形式。

## 概要
1929年1月30日の四日市 - 桑名間延長線（泗桑線）の開業により、伊勢電気鉄道線と養老電気鉄道線が桑名で接続したことで、津・四日市から桑名を経て大垣で鉄道省東海道本線と接続する、貨物輸送の短絡ルートが形成されることとなった。
これにより、伊勢電気鉄道では貨物輸送需要の増大が見込まれ、1929年1月12日設計認可、同年同月17日竣工として、既存の501形よりも大型かつ強力な、36t級本線用電気機関車を貨物列車増発用の名目で導入した。
この際に購入されたのが、以下の2両である。
511形511・512
これらは、イギリスのイングリッシュ・エレクトリック(EE)社デッカー工場で電装品が、同じくイギリスのノース・ブリティッシュ・ロコモティブ(NBL)社で車体や台車といった機械装置が、それぞれ製作された。完成時期は1928年12月、代価は71,000円であった。

## 車体
同じEE社とNBL社のコンビによって1925年に製作された鉄道省6000形6000 - 6002の系譜に連なる、出入り口扉が機関助士席側に寄せられた左右非対称構成の妻面が特徴の、箱形全鋼製デッキ付車体を備える。
もっとも、ワニあるいはクロコダイルとあだ名された鉄道省6000形とは異なり、出力が小さいことなどから同形式で特徴的であった側面の通風器は設置されておらず、抵抗器から放射される熱の放熱・通風は側面屋根肩部に並べられた二重重ねの傘状通風器によって行われる。
側面には乗務員室窓が両端に設置され、その間に横長、縦長、横長と3枚の機器室用明かり取り窓がT字状に設けられている。
空気ブレーキの動作に必要な圧搾空気を蓄積するエアータンクは、鉄道省6000形と同様、車体裾部に線路と平行なレイアウトで片側面に2基ずつ、計4基を吊り下げ搭載する。
前照灯は切妻の妻面の上部でひさし状に深く突き出した屋根板の中央上部に各1灯ずつ電球を納めた筒型灯具が設置されている。
前後に突き出したデッキは車体ではなく台車枠と結合され、その端梁に自動連結器とそのバッファ（緩衝器）が組み込まれている。
なお、本形式のナンバープレートは楕円形で、機関士席の側面窓下と、妻面の妻窓と乗務員扉の間にそれぞれ取り付けられ、機関助士席の側面窓下にはEE社の製造銘板が貼付されている。

## 主要機器

### 制御器
EE社に吸収合併されたデッカー社（後のEE社デッカー工場）が開発した、デッカー・システム(Dick-Keer System)と呼ばれる電動カム軸式自動加速制御器を搭載する。
この制御器はパイロットモーターによりカム軸を回転させて主回路を切り替えるカムスイッチのON・OFFを制御するが、そのための制御電源はEE社製のCBT-7電動発電機により給電される。

### 主電動機
EE社製のDK-91-1C直流直巻整流子電動機を各台車に2基ずつ計4基、吊り掛け式で装架する。歯数比は15:81=5.40である。

### 台車
NBL社製の板台枠に重ね板ばねによる軸ばねを組み合わせた2軸ボギー台車を2基備える。このため軸配置はB-Bとなる。
前後の台車間は中間連結器によって連結されており、牽引力はこの中間連結器と台車端梁に直接マウントされた連結器を介して被牽引車両に伝達されるため、本形式の車体には伝達されない。

### ブレーキ
ウェスティングハウス・エア・ブレーキ社(WABCO)製のNo.14ELブレーキを搭載する。これは自車のみに作用する直通ブレーキと、ブレーキ管を引き通した編成全体に作用する自動空気ブレーキを併設した、設計当時の標準的な機関車用空気ブレーキ装置である。
基礎ブレーキ装置は各台車にブレーキシリンダーを個別に搭載し、前後2つの車輪の内側からブレーキシューを押しつける片押し式となっている。
この装置については、設計認可申請の際に監督省庁である鉄道省から、各車輪を前後から挟み込んで締め付ける両抱き式ブレーキに変更するよう指導を受けた。だが、会社側は輸入品であって改造が難しいことと、同社線が平坦な線形で、なおかつ機関車であることから片押し式でも支障がないことを理由として改造免除を嘆願した。これに対して鉄道省側は、以後の増備の際には両抱き式ブレーキとするように、との通牒を発した上で認可を行った。このため、本形式については改造されず片押し式のまま廃車まで使用された。

### 集電装置
集電装置は、EE社製の菱枠パンタグラフを2基ずつ搭載する。

## 運用
就役開始後、増備車である521形などと共に長く伊勢電気鉄道線→近鉄名古屋線の主力機として使用された。
当初2基搭載されていたパンタグラフは、1基で十分とされて津寄りの1基が戦前の段階で撤去されている。
その間、1938年9月12日早朝に512が諏訪駅構内で関西急行電鉄モハ4と正面衝突したが、モハ4の車体妻部大破に対してこちらはデッキ破損程度に留まっている。
1941年3月15日の関西急行鉄道成立の際には、統合される他社の在籍車との形式・番号の競合を防ぐため、本形式は以下の通り改番された。
511形511・512 → デ11形デ11・デ12
以後も引き続き狭軌(1,067mm)の名古屋線系統で運用が続いたが、伊勢湾台風後の1959年に実施された名古屋線の標準軌間(1,435mm)への改軌工事の際には改軌対象から外され、そのまま養老線所属となった。
以後、1972年1月に列車無線装置の追加やATS機器の搭載、前照灯のシールドビーム2灯化などの改造工事を施工され、塗装も最終的にマルーン1色を基本としつつ妻面に黄色の警戒帯を巻く、近鉄電気機関車の標準色に変更された上で、長らく養老線において貨物列車牽引の主力機として使用された。
最終的に、デ11が1983年4月、デ12が1984年7月にそれぞれ除籍され、形式消滅となった。
廃車後の措置はいずれも解体処分で、2両とも現存しない。

## 同系車
EE社（電装品）およびNBL社（機械）のコンビによる鉄道省6000形を小型化した設計の、本形式と同種のデッキ付き箱形電気機関車は、
秩父鉄道デキ1形デキ6・デキ7（1925年）
青梅鉄道1号形1および2号形2 - 4（1926年から1930年）
総武鉄道デキ1形デキ1 - デキ3（1929年）
東武鉄道ED101（1930年）
と大正末から昭和初期にかけての一時期に、それも主に関東私鉄を中心に導入されている。これらは自重や出力、それに寸法は各社のオーダーに従い、側面の明かり取り窓のレイアウトなども各社で若干相違したが、板台枠構造の台車に左右非対称の妻面レイアウト、それに電動カム軸式自動加速制御器といった基本構造は共通している。
EE社およびNBL社のコンビによる電気機関車については、最初期に輸入された鉄道省向け各形式で初期故障が多発したが、その教訓を反映して改良設計されたこれらの私鉄向け機関車については、当初より安定した性能を発揮しており、伊勢電気鉄道が本形式の増備車として、本形式の基本構成を模倣した521形を新造したことが示すように、以後の日本製私鉄向け電気機関車、特にEE社の日本におけるライセンス供与先であった東洋電機製造と同社がコンビを組んだ日本車輌製造の2社による一連の戦前製私鉄向け電気機関車群の設計に多大な影響を及ぼしてもいる。
なお、これらの私鉄向けEE社＋NBL社製電気機関車群のうち、青梅鉄道2号形3・4と東武鉄道ED101の3両は保存され現存している。